# Theodosia Drane
Theodosia Drane, également connue sous le nom de Mère Francis Raphaël, née le 29 décembre 1823 à Bromley (Londres) et morte le 19 avril 1894 à Stone (Stafford, Angleterre), est une théologienne et religieuse catholique britannique, issue du mouvement d'Oxford et membre du tiers-ordre dominicain.

## Biographie

### Jeunesse
Ses parents sont tous les deux anglicans. Son père est gérant d'une maison marchande aux Indes orientales.
En 1837, elle déménage avec sa famille à Babbacombe, dans le comté de Devon. C'est à cette époque qu'elle fait la connaissance du mouvement d'Oxford. L'Histoire de la Réformation en Angleterre de Gilbert Burnet l'amène à se rapprocher du catholicisme. Mais, jusqu'en 1847, elle grandit dans l'anglicanisme bien que mal à l'aise avec ses croyances religieuses.

### Conversion
Proche du père Joseph Maskell, alors vicaire de St. Mary Church, elle confie à ce dernier un programme d'ordre intitulé Idéal d'un ordre religieux. Il lui révèle alors qu'un tel ordre existe au sein de l'Église catholique : le Tiers-ordre dominicain. Elle se rapproche ainsi de nouveau du catholicisme jusqu'à sa réception officielle en son sein le 3 juillet 1850 à Tiverton. Deux ans plus tard, elle entre chez les Sœurs de Catherine de Sienne, une branche du Tiers-Ordre de Saint-Dominique. Enfin, le 8 décembre 1853, elle professe ses vœux au nouveau couvent de Stone, dans le comté de Stafford.

### Fonctions religieuses
En 1860, elle est nommée supérieure des novices, puis, en 1863, elle est nommée maîtresse des études, lui laissant plus de temps pour l'écriture. En 1872, elle est nommée prieure de son couvent. Finalement, le 25 novembre 1881, à la mort de Mère Imelda Poole, elle est élue provinciale de l'ordre.
Elle quitte ses fonctions le 4 avril 1894 et meurt le 19, soit deux semaines plus tard, à l'âge de 70 ans.

## Œuvres
Parmi ses écrits, figurent notamment des Vies de saints et personnalités catholiques, comme Dominique de Guzmán (The History of Saint Dominic, 1857), William de Wykeham, William Waynflete et Thomas More (Three Chancellors, 1859) ou Catherine de Sienne (The Life of St Catherine of Siena, 1880). Cet intérêt pour les biographies se retrouve dans son travail de traduction, avec son ouvrage sur Henri Lacordaire (Inner Life of Père Lacordaire, 1868), et d'édition, avec les œuvres de Margaret Hallahan (Life of Mother Margaret Mary Hallahan, 1869) ou encore William Bernard Ullathorne (Archbishop Ullathorne's Autobiography, 1891).
Son œuvre ne s'arrête pas à ces quelques biographies ; elle empiète sur les domaines historique et théologal, avec des études comme Catholic Legends and Stories (1855), Knights of St. John (1858), Historical Tales (1862), Tales and Traditions (1862), History of England for Family Use (1864), Christian Schools and Scholars (1867); Biographical Sketch of Hon. H. Dormer (1868), Songs in the Night (1876), New Utopia (1876) ou The Spirit of the Dominican Order (1896). Son premier ouvrage, sur la morale d'après le Mouvement d'Oxford, publié anonymement en 1850, fut par ailleurs longtemps attribué à John Henry Newman.
Au cours de sa vie, elle publia de nombreux autres ouvrages, moins importants néanmoins. La liste exhaustive de ses œuvres fut publié dans Memoir of Mother Francis Raphael, OSD. (1895) de Wilberforce.